# فرح (سيئون)

'

تعديل مصدري - تعديل

فرح هي إحدى قرى عزلة سيئون بمديرية سيئون التابعة لمحافظة حضرموت، بلغ تعداد سكانها 6 نسمة حسب تعداد اليمن لعام 2004.